# 리차드 허클
Richard William Huckle (윌리엄 리처드 허클, 1986년 5월 14일 – 2019년 10월 13일)은 The Love Zone 및 H2TC에서 활동한 영국의 연쇄 아동 성범죄자였다. 그는 오스트레일리아 연방 경찰의 신고로 2014년 영국 국립범죄수사국에 체포되었고, 말레이시아에서 기독교 교사이자 사진작가로 활동하는 동안 아동을 대상으로 한 71건의 성범죄 혐의로 2016년 유죄판결을 받았다 .
그에 대한 혐의가 너무 커서 언론은 그를 가장 타락한 소아성애자(Pedophile) 중 하나로 묘사했다. 당시 체포 전 그가 만든 지침서에는 중산층 백인보다 빈민 아동들이 더 유혹하기 쉽다는 가이드라인이 있었고, 그 여파로 2016년 6월 6일, 그는 가석방 판결을 받기 전 최소 25년의 총 22회의 종신형을 선고 받았다.
2019년 10월 13일, 허클은 꼼짝도 없이 묶이고, 다양한 방법으로 구타당한 채 목이 졸리고, 성폭행을 당하고, 반복적으로 칼에 찔리는 장기간의 고문살인을 당했다. 칼날도 그의 코와 뇌에 이어져 박혀있었다. 이 여파로 2020년 1월 13일, 동료 수감자인 29세 Paul Fitzgerald(폴 피츠제럴드)가 고 Richard Huckle 살해 혐의로 기소되었다. 이전에 각종 성폭행으로 수차례 유죄 판결을 받은 Fitzgerald는 2020년 11월 24일 최소 34년의 종신형을 선고 받고 말았다.
Fitzgerald는 재판 당시 고 허클이 The Love Zone 및 Hurt 2 The Core로 인해 당한 피해자들의 심경을 사적 정의(Poetic Justice)로 다뤄야 한다고 생각했으나 영국 법원은 이미 피츠제럴드가 그 전부터 폭력, 성범죄 연루로 종신형 등을 당한 점을 감안, 받아들이지 않았다.

참고로 그를 비롯한 H2TC 및 TLZ의 모든 자료들이 웰컴 투 비디오에도 업로드 되었던 전적이 있다.

## 같이 보기
- 웰컴 투 비디오 사건
- 게리 글리터
- 아동 포르노
- 지미 새빌
- 맥스 클리퍼드
- 프레디 스타

1. ↑  “Richard Huckle”. 《IMDb》.
2. ↑  “Paedophile Richard Huckle stabbed to death at Full Sutton Prison”. 《BBC News》 (영국 영어). 2019년 10월 14일. 2020년 12월 4일에 확인함.
3. ↑  “Richard Huckle filmed himself abusing children and shared videos and pictures with fellow paedophiles on the Dark Web.”. 《Sky News》. 2016년 6월 1일. 2016년 6월 1일에 원본 문서에서 보존된 문서.
4. ↑  “Britain's worst paedophile Richard Huckle who targeted poverty-stricken children faces life in prison after admitting scores of offences”. 《The Daily Telegraph》. 2016년 6월 1일.
5. ↑  “Brian O'Neill QC prosecutes 'Britain's worst ever paedophile'- London Barristers Chambers”. 《2harecourt.com》. 2016년 6월 3일. 2016년 6월 9일에 확인함.
6. ↑  “Paedophile Huckle Blames Abuse On 'Immaturity'”. 《Sky News》. 2016년 6월 3일.
7. ↑  “Richard Huckle jail killing: Man to face murder trial”. 《BBC News》. 2020년 6월 15일. 2020년 9월 14일에 확인함.
8. ↑  “Richard Huckle: Prisoner jailed over 'poetic justice' murder”. 《BBC News》. 2020년 11월 24일. 2020년 11월 24일에 확인함.